# Idlewild (OutKast)
Idlewild è il sesto album discografico del duo statunitense hip hop OutKast, pubblicato il 22 agosto 2006 dalla LaFace Records. L'album è stato utilizzato anche come colonna sonora per il film musicale degli OutKast, intitolato appunto Idlewind e distribuito dalla Universal Pictures nell'agosto 2006.

## Tracce
1. Intro – 2:12
2. Mighty 'O' – 4:16
3. Peaches (feat. Sleepy Brown & Scar) – 3:11
4. Idlewild Blue (Don'tchu Worry 'Bout Me) – 3:24
5. Infatuation (Interlude) – 0:49
6. N2U (feat. Khujo Goodie) – 3:41
7. Morris Brown (feat. Scar & Sleepy Brown) – 4:25
8. Chronomentrophobia – 2:12
9. The Train (feat. Sleepy Brown & Scar) – 4:10
10. Life Is Like a Musical – 2:14
11. No Bootleg DVDs (Interlude) – 0:50
12. Hollywood Divorce (feat. Lil Wayne & Snoop Dogg) – 5:23
13. Zora (Interlude) – 0:17
14. Call the Law (feat. Janelle Monáe) – 4:52
15. Bamboo & Cross (Interlude) – 0:55
16. Buggface – 2:46
17. Makes No Sense at All – 2:54
18. In Your Dreams (feat. Killer Mike & Janelle Monáe) – 3:35
19. PJ & Rooster – 4:28
20. Mutron Angel (feat. Whild Peach) – 4:18
21. Greatest Show on Earth (feat. Macy Gray) – 3:07
22. You're Beautiful (Interlude) – 0:30
23. When I Look in Your Eyes – 2:43
24. Dyin' to Live – 2:08
25. A Bad Note – 8:47